# Velká cesta (film, 1962)
Velká cesta (rusky Большая дорога) je československo-sovětský film z roku 1962 režírovaný Jurijem Ozerovem. Film zachycuje část života Jaroslava Haška.

## Obsazení
| Josef Abrhám                           | Jaroslav Hašek                       |
| Rudolf Hrušínský                       | Josef Strašlipka                     |
| Inna Gulaja (Инна Гулая)               | Šura, druhá manželka Jaroslava Haška |
| Jaroslav Marvan                        | generál                              |
| František Filipovský                   | kapitán                              |
| Jurij Jakovlev (Юрий Яковлев)          | Поливанов                            |
| Alexandr Kutěpov (Александр Кутепов)   | Яков Свердлов                        |
| Nikolaj Griňko (Николай Гринько)       | velitel                              |
| Oleg Borisov (Олег Борисов)            | Митька                               |
| Sergej Filippov (Сергей Филиппов)      | starosta                             |
| Josef Kemr                             | tajný                                |
| Josef Hlinomaz                         | hostinský                            |
| František Hanus                        | policejní inspektor                  |
| Vladimir Dorofejev (Владимир Дорофеев) | Пётр Петрович                        |
| Pjotr Kirjutkin (Пётр Кирюткин)        | Ерофеев                              |
| Karel Effa                             |                                      |
| Míla Myslíková                         |                                      |
| Boris Andrejev (Борис Андреев)         |                                      |
| Pavel Vinnik (Павел Винник)            |                                      |
| Zdeněk Týle                            |                                      |
| Josef Steigl                           |                                      |
| Nikolaj Jakovčenko (Николай Яковченко) |                                      |
| Dmitrij Kapka (Дмитрий Капка)          |                                      |
| Jevgenij Šutov (Евгений Шутов)         |                                      |
| Jakov Lenc (Яков Ленц)                 |                                      |
| Vitalij Beljakov (Виталий Беляков)     |                                      |
| Michail Vasiljev (Михаил Васильев)     |                                      |
| Emilia Trejvas (Эмилиа Трейвас)        |                                      |